# Theridion zantholabio
Theridion zantholabio là một loài nhện trong họ Theridiidae.
Loài này thuộc chi Theridion. Theridion zantholabio được Arthur T. Urquhart. miêu tả năm 1886.